# André Haon
Pour les articles homonymes, voir Haon.
 (avril 2025).
Si vous disposez d'ouvrages ou d'articles de référence ou si vous connaissez des sites web de qualité traitant du thème abordé ici, merci de compléter l'article en donnant les références utiles à sa vérifiabilité et en les liant à la section « Notes et références ».
André Haon, né le 27 avril 1888 à Toulouse et mort le 2 mai 1967 dans la même ville, est un avocat et homme politique français. Il est notamment président du Stade toulousain de 1930 à 1935. Pendant la Seconde Guerre mondiale, entre septembre 1940 et juin 1944, il est chef de la délégation municipale de Toulouse.

## Biographie
André Haon naît le 27 avril 1888 à Toulouse.

### Avocat
Après avoir obtenu son doctorat en droit (1909), il intègre le barreau de Toulouse. Il en est bâtonnier en 1936-1938.

### Dirigeant sportif
Il avait lui-même pratiqué le rugby à XV, à l’époque du SOET, sur la Prairie des Filtres au sein de l'équipe III du club et, plus tard, il est membre de la Société des Amis du Stade qui se crée. Il pensait que : « … le sport est une école de solidarité et d’entraide, de meilleure compréhension entre les êtres… »
Le bâtonnier Albert Viala, en brosse le portrait : « … la silhouette courte et ramassée du bâtonnier, assis derrière son bureau, la tête puissante, la bonté du regard, la chaleur de la voix…, dignité, modestie, discrétion…, les décorations ornant sa robe d’avocat, toutes conférées à titre militaire… »

### Politique
Il est désigné chef de la délégation municipale de Toulouse par le gouvernement de Vichy. Il est nommé membre du conseil départemental en 1943. Durant quatre ans, il ne perçoit pas la moindre indemnité en compensation de la gestion de la commune, comme du reste ses adjoints et conseillers. Il est arrêté par la Gestapo le 9 juin 1944. Le débarquement a suscité une vague d’arrestations dans toute la France, de ceux que les nazis nommaient « Deutschfeindlich », soit « particulièrement hostiles à l’Allemagne », dans le contexte de l’époque : « ennemis déclarés ».

### Prison et mort
Enfermé à la prison Saint-Michel, il passe par le camp de Compiègne le 12 juin. Le 15 juillet il est déporté en Allemagne, camp de Neuengamme, à 30 kilomètres de Hambourg. Libéré, il est de retour à Paris le 18 mai 1945 et regagne Toulouse, seul, par le train.
Il reprend le Barreau.
Retiré à Toulouse, dans la maison de retraite municipale des Tourelles, route de Lardenne, il est fauché par une voiture alors qu’il traversait cette route. Il est tué sur le coup, le 2 mai 1967, à 79 ans.

## Décoration
Il est commandeur de la Légion d'honneur (26 avril 1965).